# کیسی ساندر
کیسی ساندر (به انگلیسی: Casey Sander) (زاده ۶ ژوئیهٔ ۱۹۵۶) بازیگر آمریکایی است.
از فیلم‌های معروف او می‌توان به بازی در فیلم بلوک ۱۶ و ماروین ماروین اشاره کرد.